# 박홍수 (1955년)
박홍수(朴弘綬, 1955년 4월 18일 ~ 2008년 6월 10일)는 대한민국의 정치인이다. 참여정부에서 제55대 농림부 장관을 지냈다. 2008년 1월부터는 대통합민주신당 최고위원 직을 거쳐 통합민주당에 입당을 했다. 이후 통합민주당 최고위원 겸 사무총장을 역임했다.
2008년 5월 15일 과로로 인한 심장병으로 쓰러진 이후 2008년 6월 10일에 서울 신촌 세브란스병원에서 향년 53세를 일기로 사망하였다.

## 학력
- 창선고등학교 졸업
- 경상대학교 농과대학 임학 학사

## 경력
- 남해군 국제화추진위원회 위원
- 한국농업경영인 남해군,경남도 회장
- 중앙농정 심의위원
- 한국농업경영인 중앙회 회장
- 한국농어민신문 대표이사
- 농협중앙회 개혁위원
- 외교통상부 자문위원
- 세계농업관련NGO협의회 회장
- 열린우리당 농민위원장
- 열린우리당 당의장 농업특보
- 제17대 국회의원
- 열린우리당 농림특별위원회 위원장
- 열린우리당 제4정책조정위원회 부위원장
- 제55대 농림부 장관
- 통합민주당 최고위원
- 통합민주당 사무총장

## 역대 선거 결과
|  | 38.26% |

|  | 25.17% |

## 같이 보기
- 대한민국 제17대 국회의원 선거 열린우리당 후보 목록#비례대표
- 대한민국의 농림축산식품부 장관